# 河本俊美
河本 俊美（こうもと としみ）は、京都府出身のナレーターである。セイ所属。

## ナレーション
以下の記述は公式プロフィールより抜粋。
- ユニチカ
- 中川電気工業
- 三菱電機
- 大阪ガス
- 京都府国民健康保険組合
- 川崎製鉄所
- 関西電力
- 舞洲身障者スポーツセンター
- 駅内アナウンス

＊キンツー製音声案内版